# .cg
.cg je vrhovna internetska domena (country code top-level domain - ccTLD) za Republiku Kongo. Domenom upravljaju ONPT Congo i Interpoint Switzerland.

## Vanjske poveznice
- IANA .cg whois informacija  Arhivirana inačica izvorne stranice od 20. listopada 2007. (Wayback Machine)